# Leichtathletik-Weltmeisterschaften 2009/50 km Gehen der Männer

Die Zielankunft in den Gehwettbewerben und im Marathonlauf war das Berliner Brandenburger Tor

Das 50-km-Gehen der Männer bei den Leichtathletik-Weltmeisterschaften 2009 wurde am 21. August 2009 in den Straßen der deutschen Hauptstadt Berlin ausgetragen.
Weltmeister wurde der Norweger Trond Nymark. Silber ging an den spanischen Weltmeister von 1993, zweifachen Vizeweltmeister (1997/2001), Vizeeuropameister von 2006 und EM-Dritten von 2002 Jesús Ángel García. Bronze gewann der Pole Grzegorz Sudoł.

## Bestehende Rekorde
| Weltrekord | 3:34:14 h | Denis Nischegorodow | Tscheboksary, Russland       | 11. Mai 2008    |
| WM-Rekord  | 3:36:03 h | Robert Korzeniowski | WM 2003 in Paris, Frankreich | 23. August 2003 |

Der bestehende WM-Rekord wurde bei diesen Weltmeisterschaften nicht eingestellt und nicht verbessert.
Der norwegische Weltmeister Trond Nymark stellte mit seinen 3:41:16 h einen neuen Landesrekord auf.

## Doping
Der ursprünglich erstplatzierte Russe Sergei Kirdjapkin wurde wegen Auffälligkeiten in seinem Biologischen Pass nachträglich disqualifiziert. Dies geschah, nachdem der internationale Sportgerichtshof CAS den Einspruch der IAAF bestätigt hatte. Alle zwischen dem 20. August 2009 und 15. Oktober 2012 erzielten Resultate des russischen Gehers wurden ihm aberkannt.
Leidtragende waren in erster Linie zwei Athleten:
- Der Norweger Trond Nymark erhielt seinen Titel als Weltmeister erst lange nach Abschluss der Wettbewerbe.
- Der Pole Grzegorz Sudoł erhielt seine Bronzemedaille erst lange nach Abschluss der Wettbewerbe und konnte nicht an der Siegerehrung teilnehmen.

## Durchführung
Hier gab es keine Vorrunde, alle 47 Geher traten gemeinsam zum Finale an.

## Ergebnis

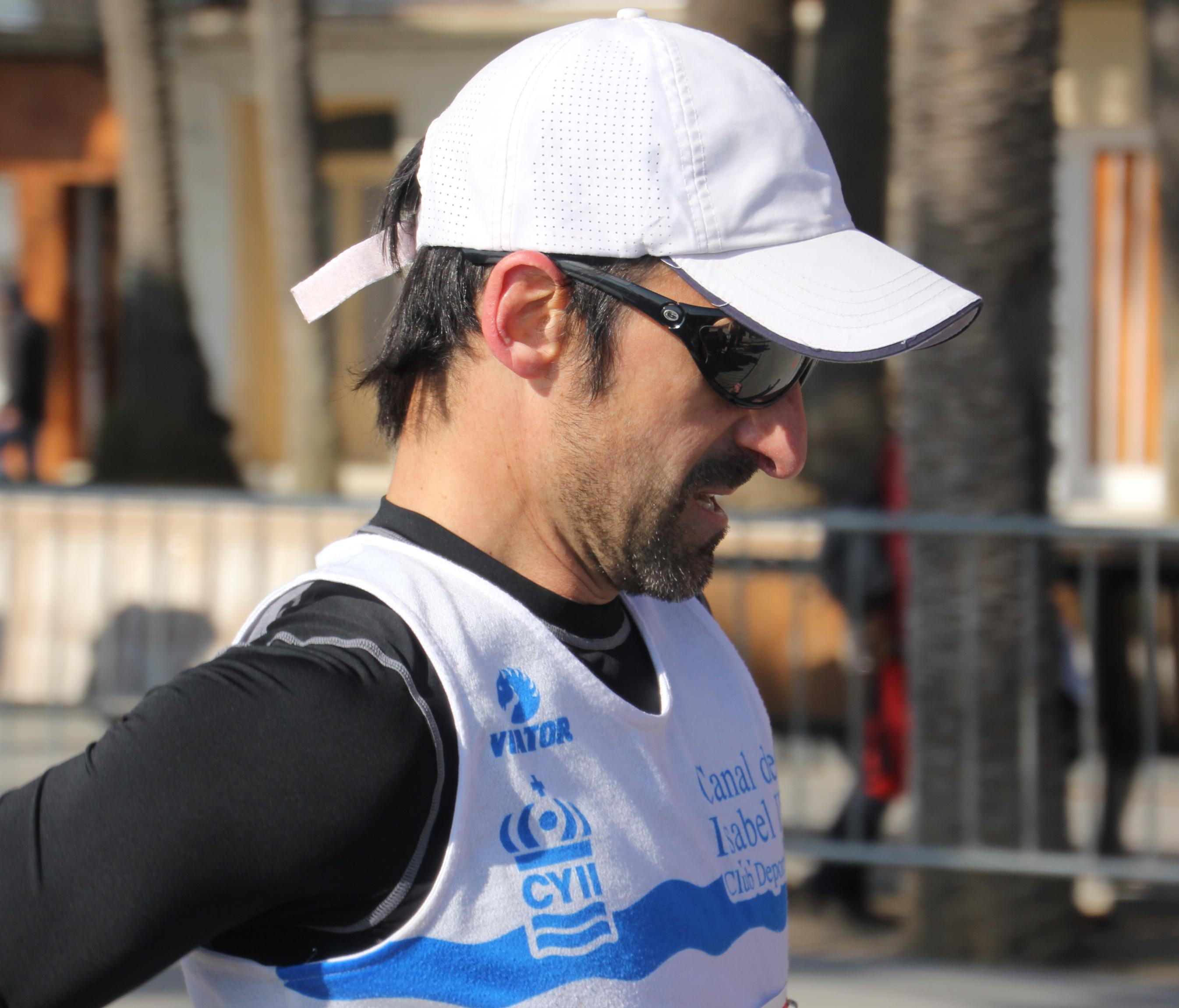
Seine dritte Silbermedaille nach 1997 und 2001 gewann Jesús Ángel García, der sechzehn Jahre zuvor Weltmeister war

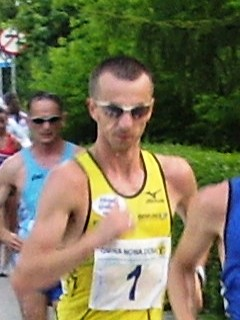
Bronzemedaillengewinner Grzegorz Sudoł

21. August 2009, 9:10 Uhr
| Platz | Name                      | Nation              | Zeit (h)   |
| ----- | ------------------------- | ------------------- | ---------- |
| 1     | Trond Nymark              | Norwegen            | 3:41:16 NR |
| 2     | Jesús Ángel García        | Spanien             | 3:41:37    |
| 3     | Grzegorz Sudoł            | Polen               | 3:42:34    |
| 4     | André Höhne               | Deutschland         | 3:43:19    |
| 5     | Luke Adams                | Australien          | 3:43:39    |
| 6     | Jared Tallent             | Australien          | 3:44:50    |
| 7     | Marco De Luca             | Italien             | 3:46:31    |
| 8     | Jarkko Kinnunen           | Finnland            | 3:47:36    |
| 9     | Matej Tóth                | Ungarn              | 3:48:35    |
| 10    | Xu Faguang                | Volksrepublik China | 3:48:52    |
| 11    | Yohann Diniz              | Frankreich          | 3:49:03    |
| 12    | Jesús Sánchez             | Mexiko              | 3:50:55    |
| 13    | Donatas Škarnulis         | Litauen             | 3:50:56    |
| 14    | Zhao Chengliang           | Volksrepublik China | 3:53:06    |
| 15    | Oleksij Schelest          | Ukraine             | 3:54:03    |
| 16    | Tadas Šuškevicius         | Litauen             | 3:54:29    |
| 17    | Kōichirō Morioka          | Japan               | 3:56:21    |
| 18    | Horacio Nava              | Mexiko              | 3:56:26    |
| 19    | Hervé Davaux              | Frankreich          | 3:57:10    |
| 20    | Andreas Gustafsson        | Schweden            | 3:57:53    |
| 21    | Rafał Augustyn            | Polen               | 3:58:30    |
| 22    | Augusto Cardoso           | Portugal            | 3:59:10    |
| 23    | Miloš Bátovský            | Slowakei            | 3:59:39    |
| 24    | Li Lei                    | Volksrepublik China | 4:00:13    |
| 25    | Mikel Odriozola           | Spanien             | 4:00:54    |
| 26    | Cédric Houssaye           | Frankreich          | 4:02:44    |
| 27    | Diego Cafagna             | Italien             | 4:08:04    |
| 28    | José Alejandro Cambil     | Spanien             | 4:13:14    |
| 29    | Magno Mesías Zapata       | Ecuador             | 4:15:28    |
| 30    | Luis Fernando García      | Guatemala           | 4:18:13    |
| DNF   | Juri Andronow             | Russland            |            |
| DNF   | Marco Benavides           | El Salvador         |            |
| DNF   | Colin Griffin             | Irland              |            |
| DNF   | Antonio Pereira           | Portugal            |            |
| DNF   | Ingus Janevics            | Lettland            |            |
| DNF   | Rafał Fedaczyński         | Polen               |            |
| DNF   | Denis Nischegorodow       | Russland            |            |
| DNF   | Nenad Filipović           | Serbien             |            |
| DNF   | Erik Tysse                | Norwegen            |            |
| DNF   | Mario José dos Santos Jr  | Brasilien           |            |
| DNF   | Konstadinos Stefanopoulos | Griechenland        |            |
| DNF   | Jamie Costin              | Irland              |            |
| DNF   | Alex Schwazer             | Italien             |            |
| DSQ   | Omar Zepeda               | Mexiko              |            |
| DSQ   | Takayuki Tanii            | Japan               |            |
| DSQ   | Yūki Yamazaki             | Japan               |            |
| DOP   | Sergei Kirdjapkin         | Russland            |            |

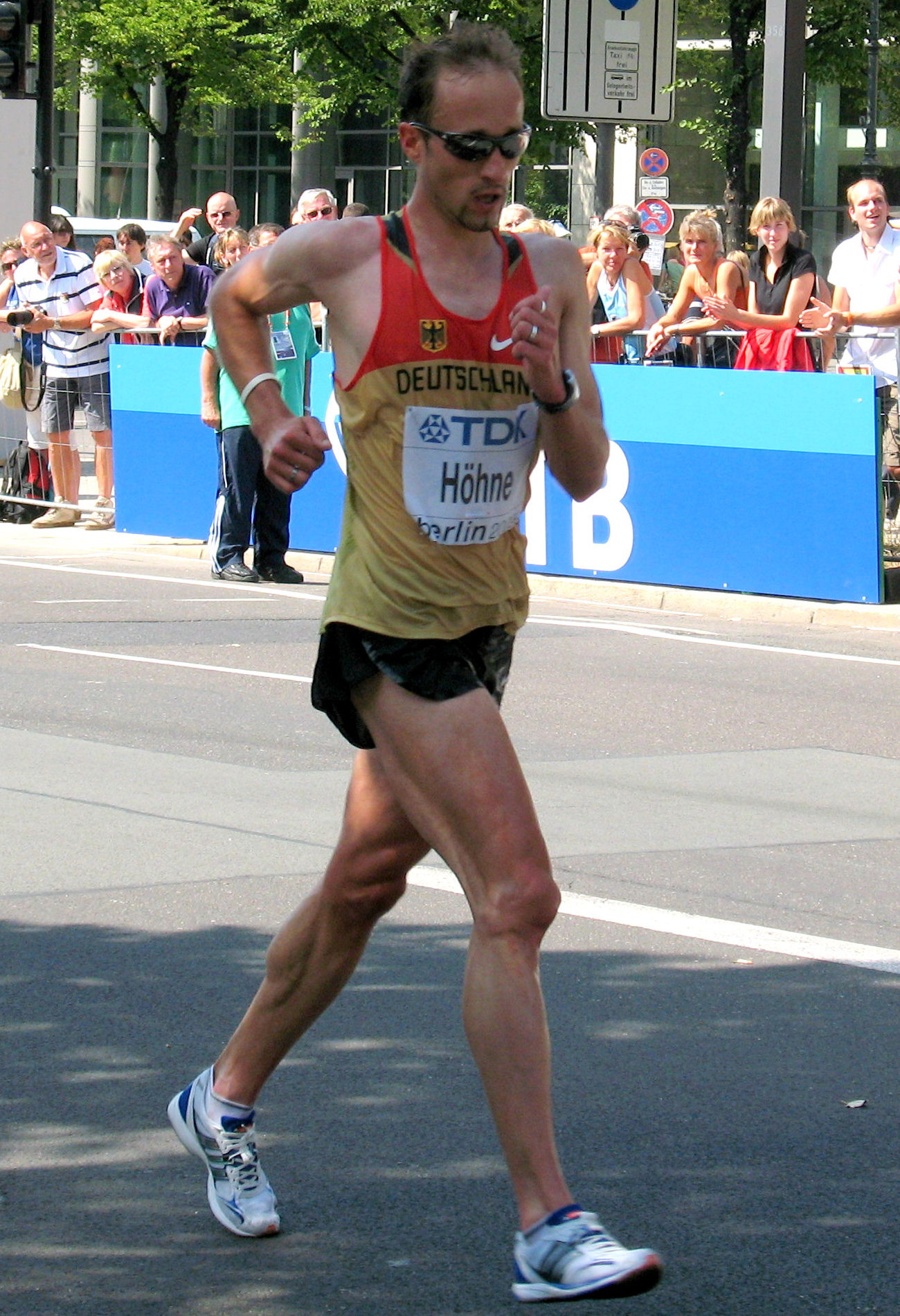
André Höhne – Platz vier

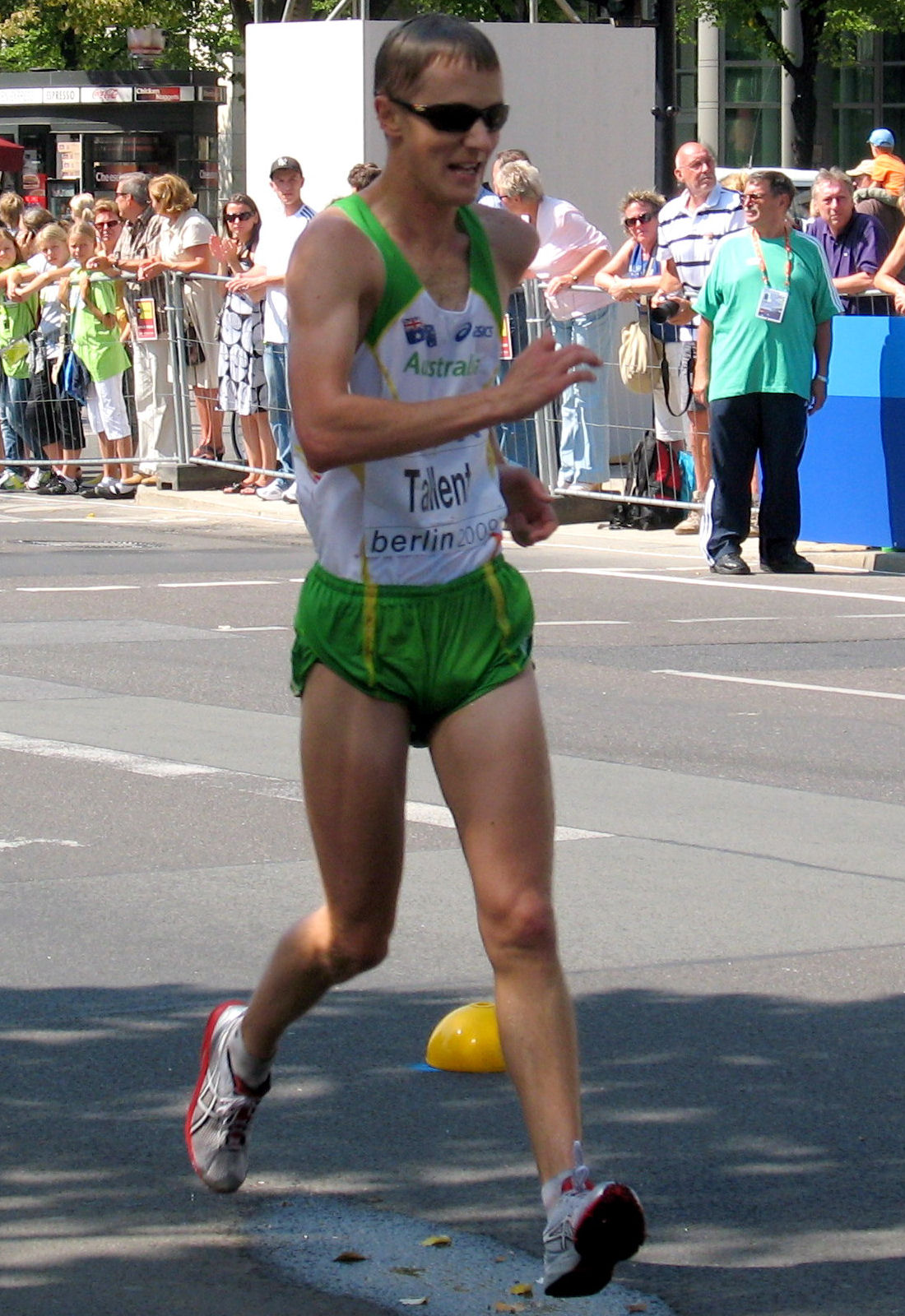
Jared Tallent wurde Sechster

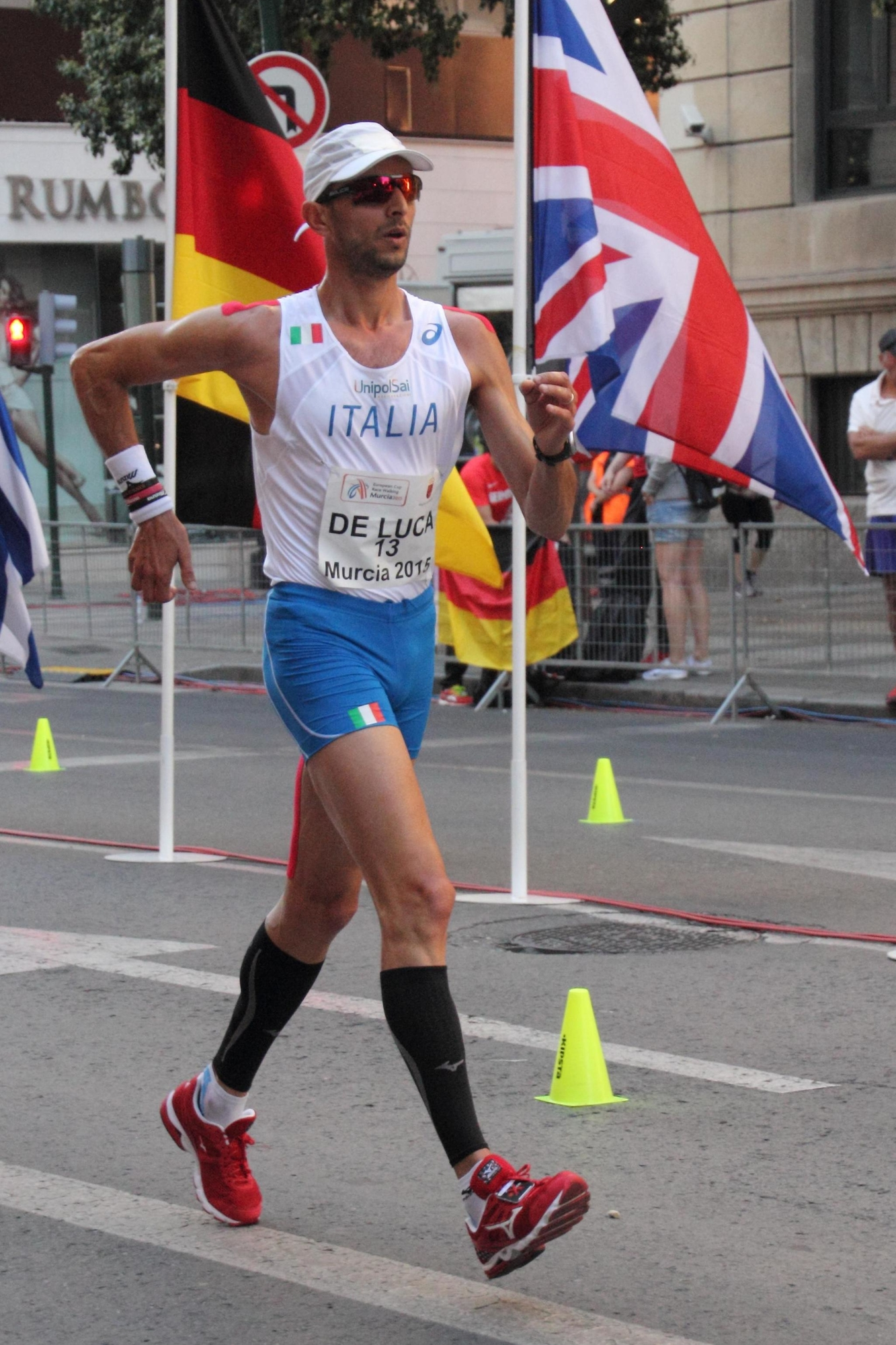
Marco De Luca belegte Rang sieben
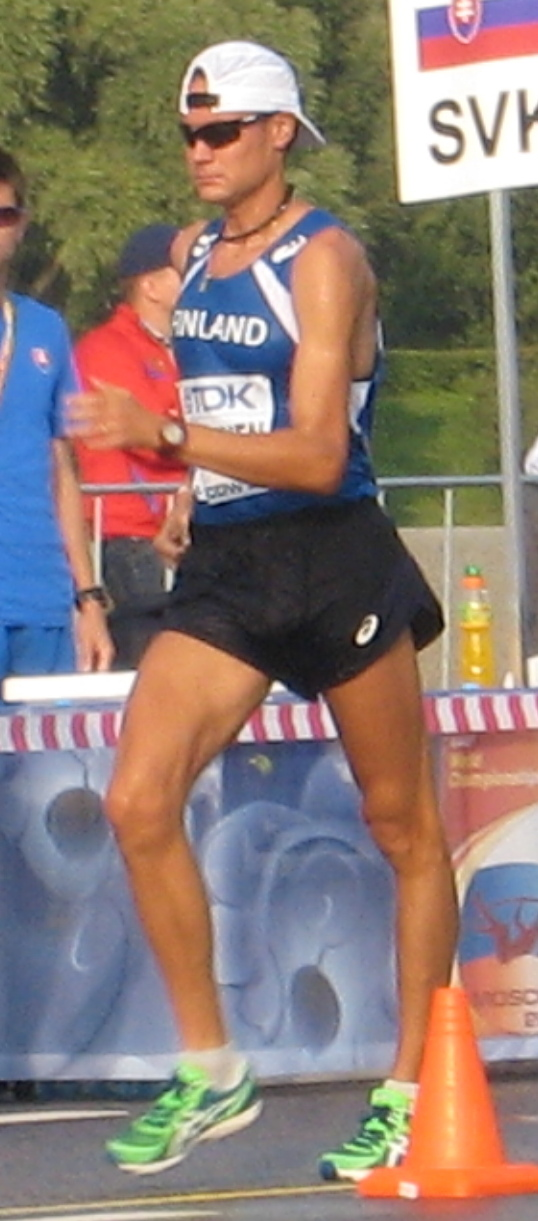
Der achtplatzierte Jarkko Kinnunen
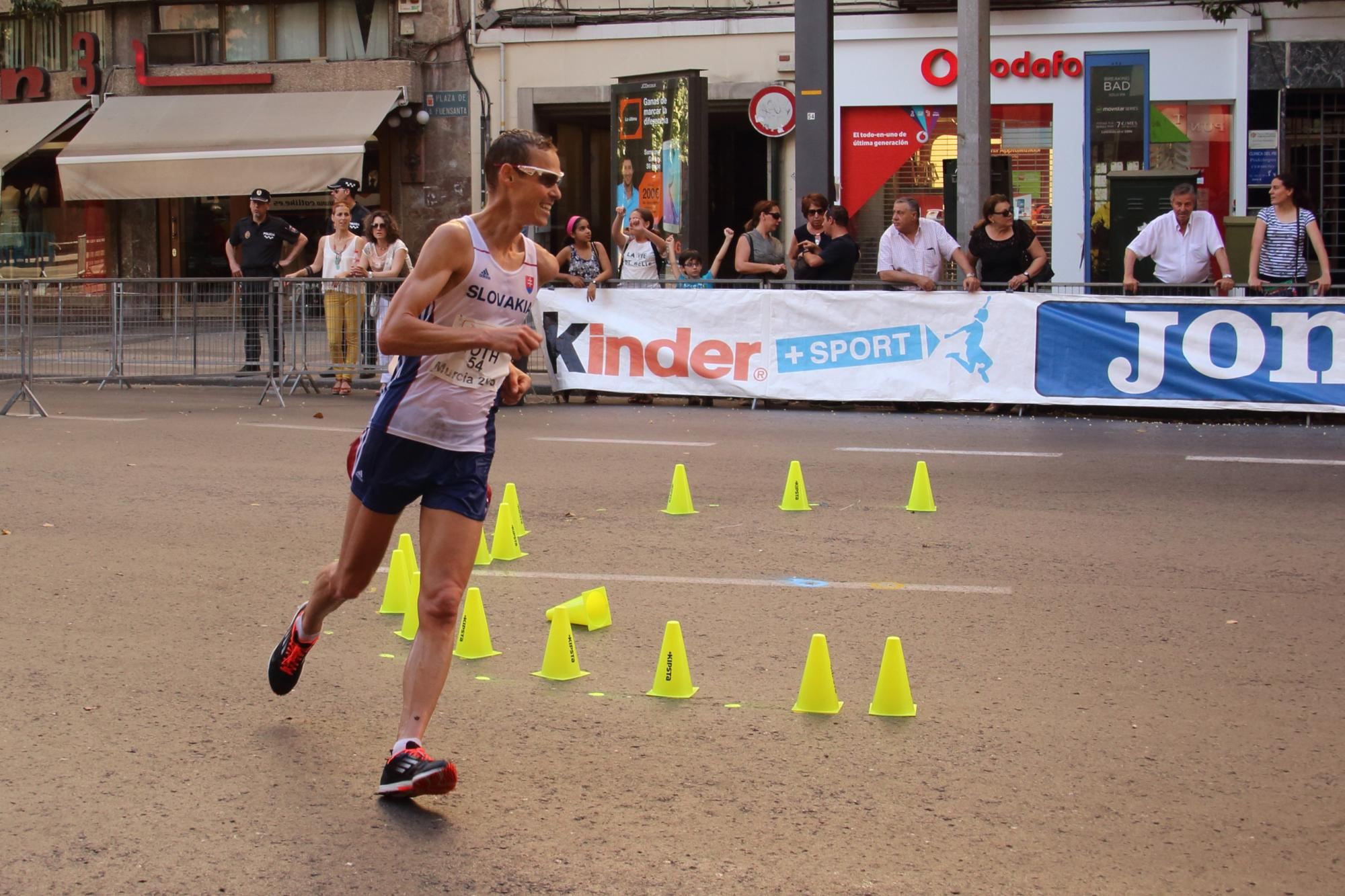
Matej Tóthkam auf den achten Platz
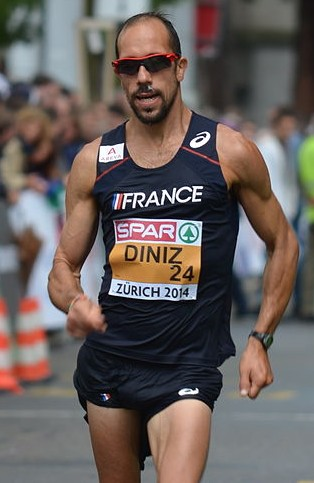
Yohann Diniz erreichte Platz elf
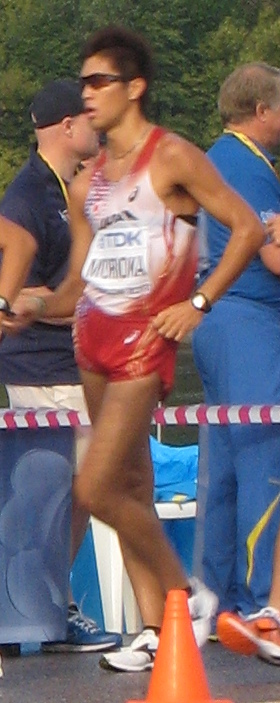
Kōichirō Morioka – Platz siebzehn
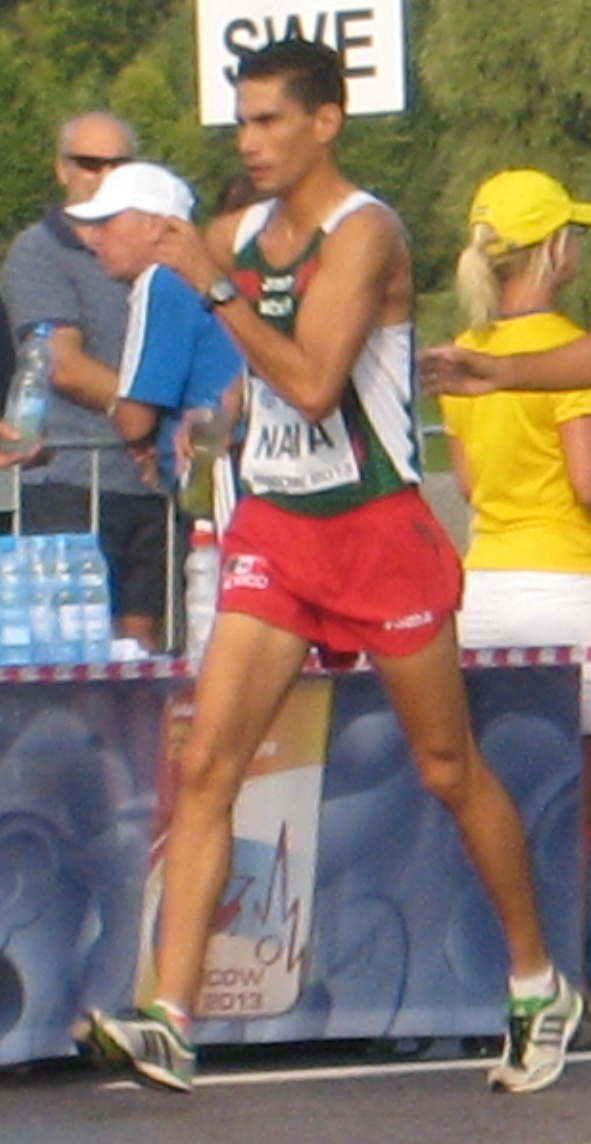
Rang achtzehn für Horacio Nava
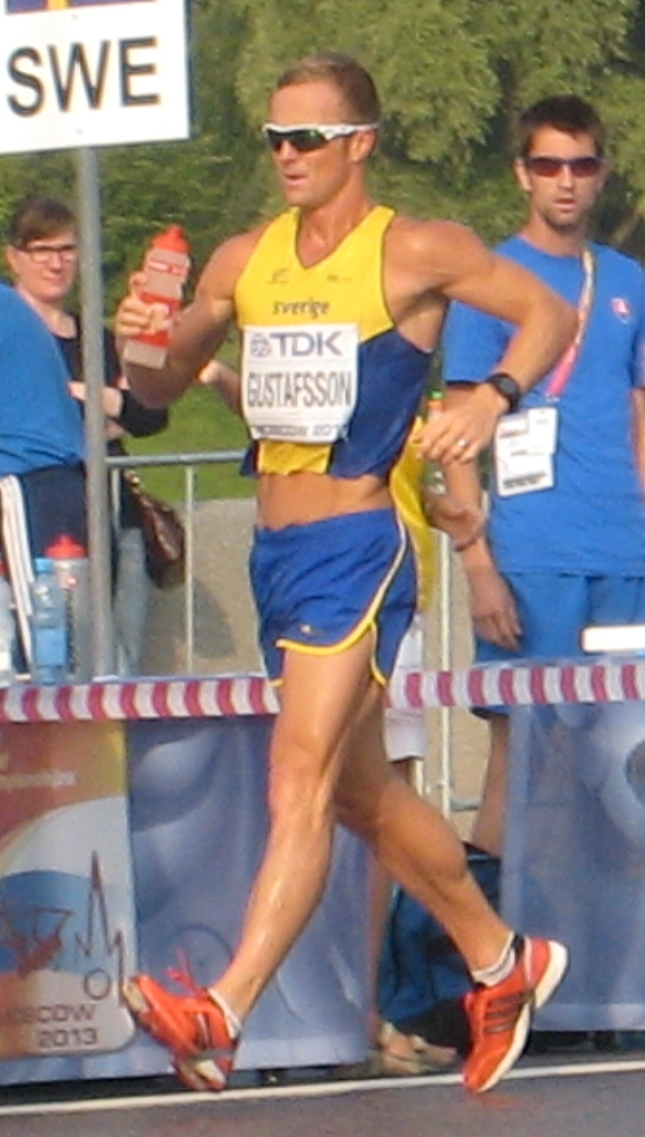
Andreas Gustafsson – Platz zwanzig

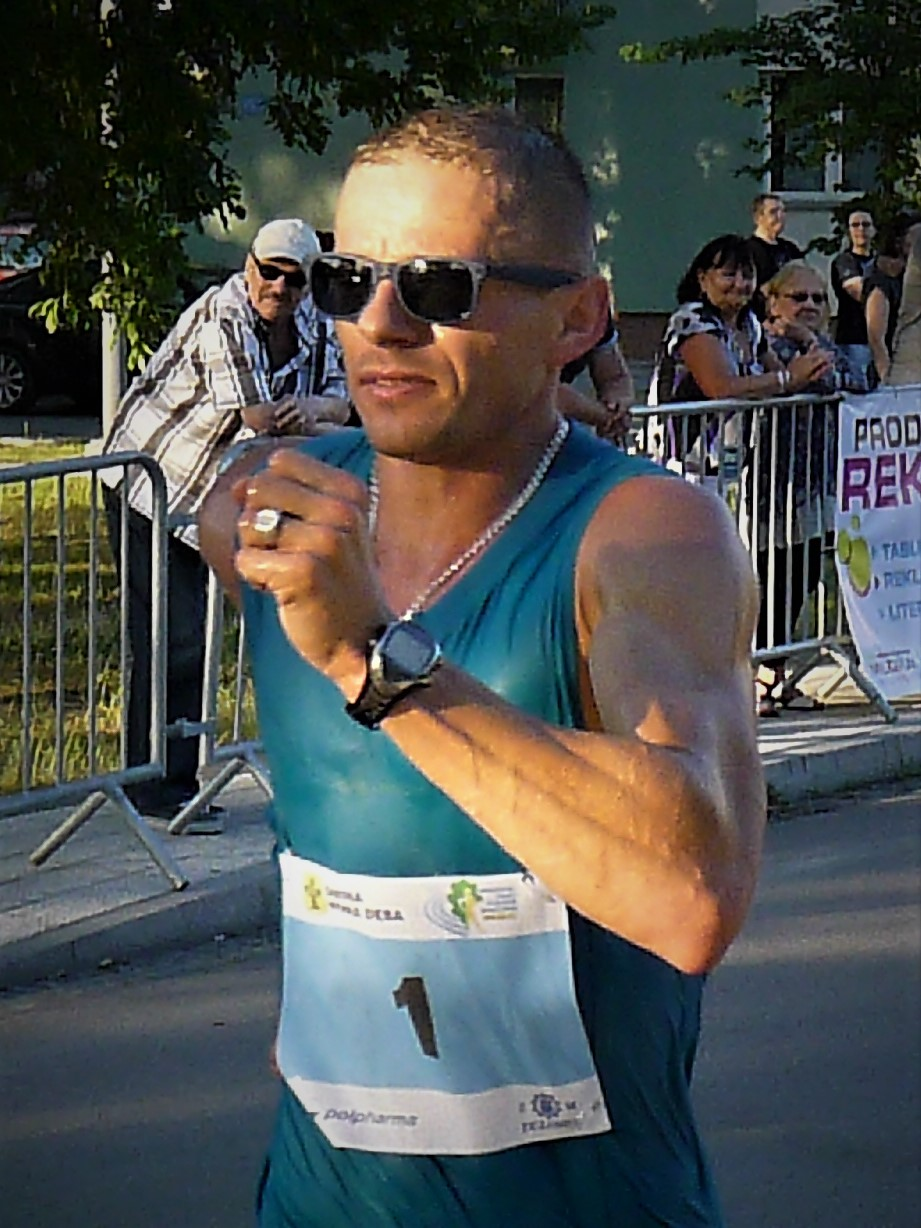
Rafał Augustyn – Platz 21
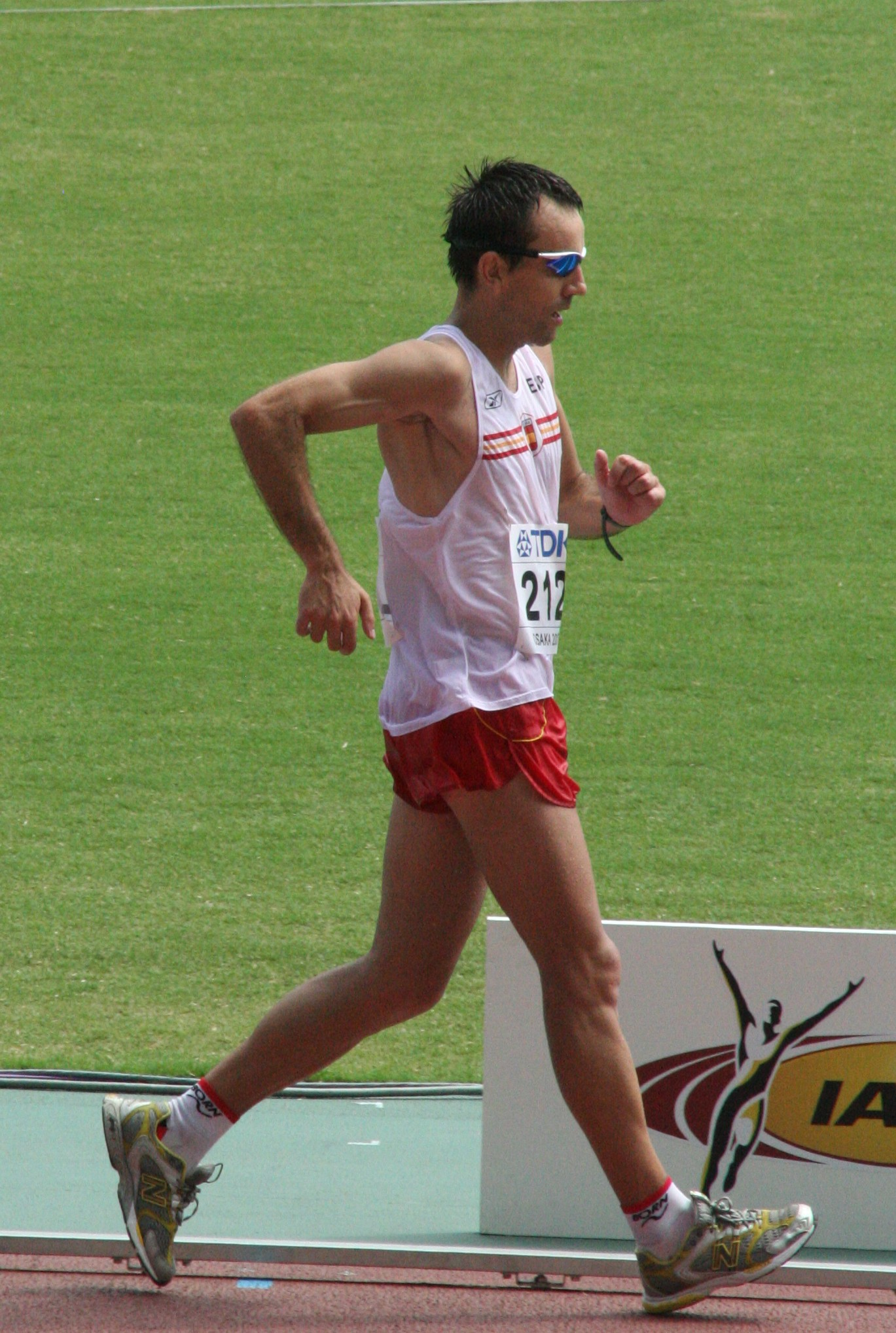
Mikel Odriozola – Platz 25
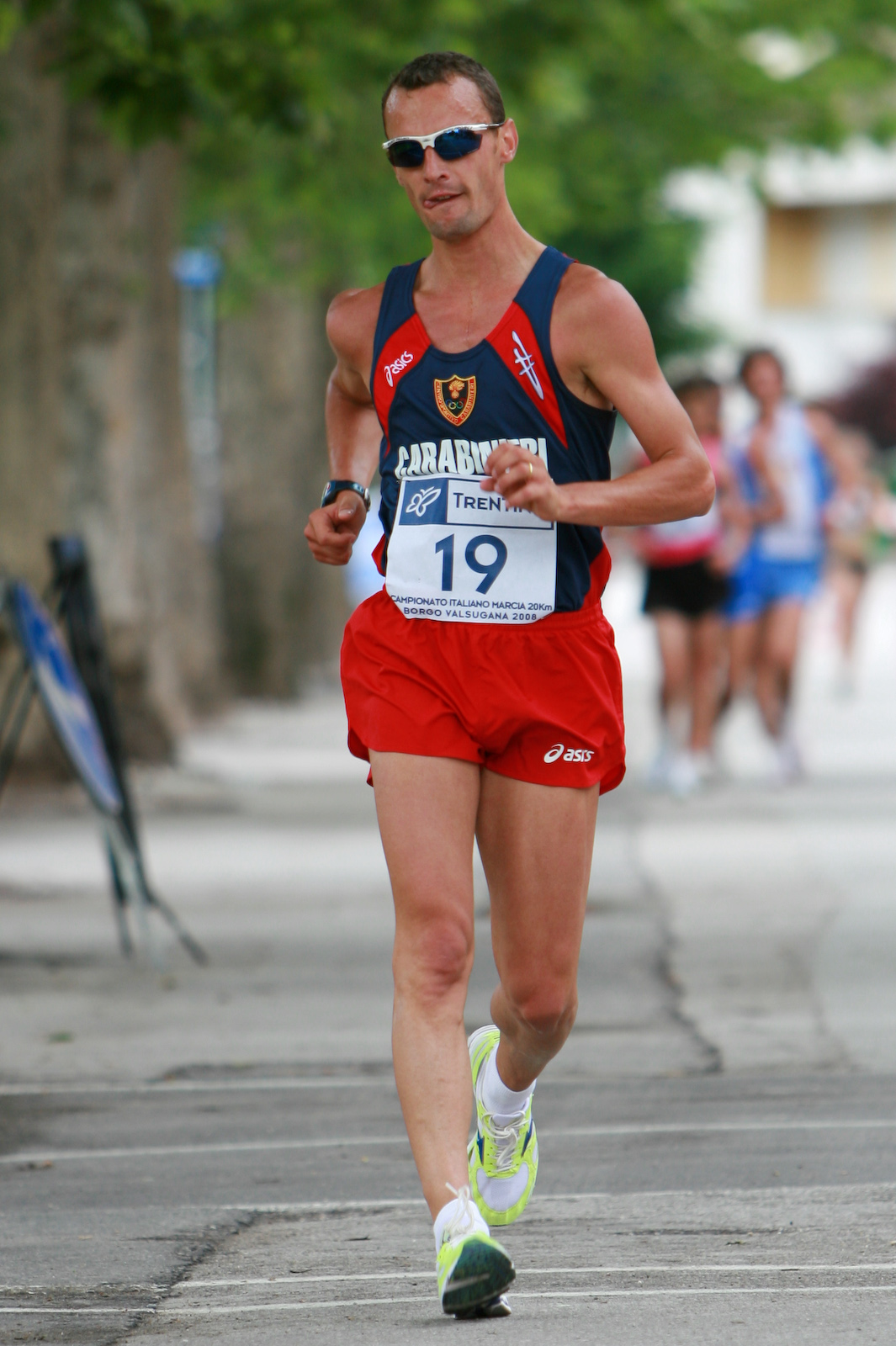
Diego Cafagna – Platz 27
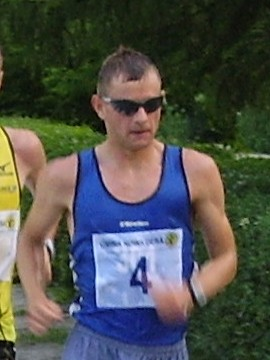
Rafał Fedaczyński – Wettkampf nicht beendet
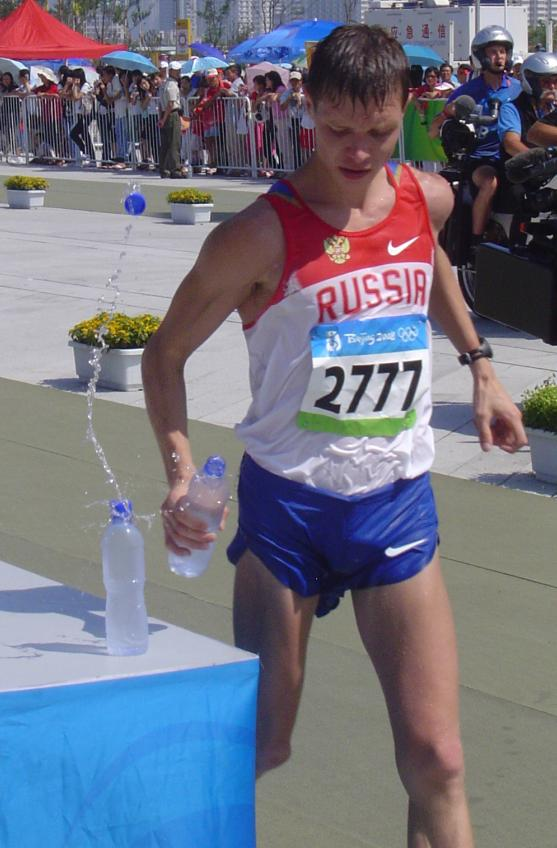
Denis Nischegorodow – Wettkampf nicht beendet
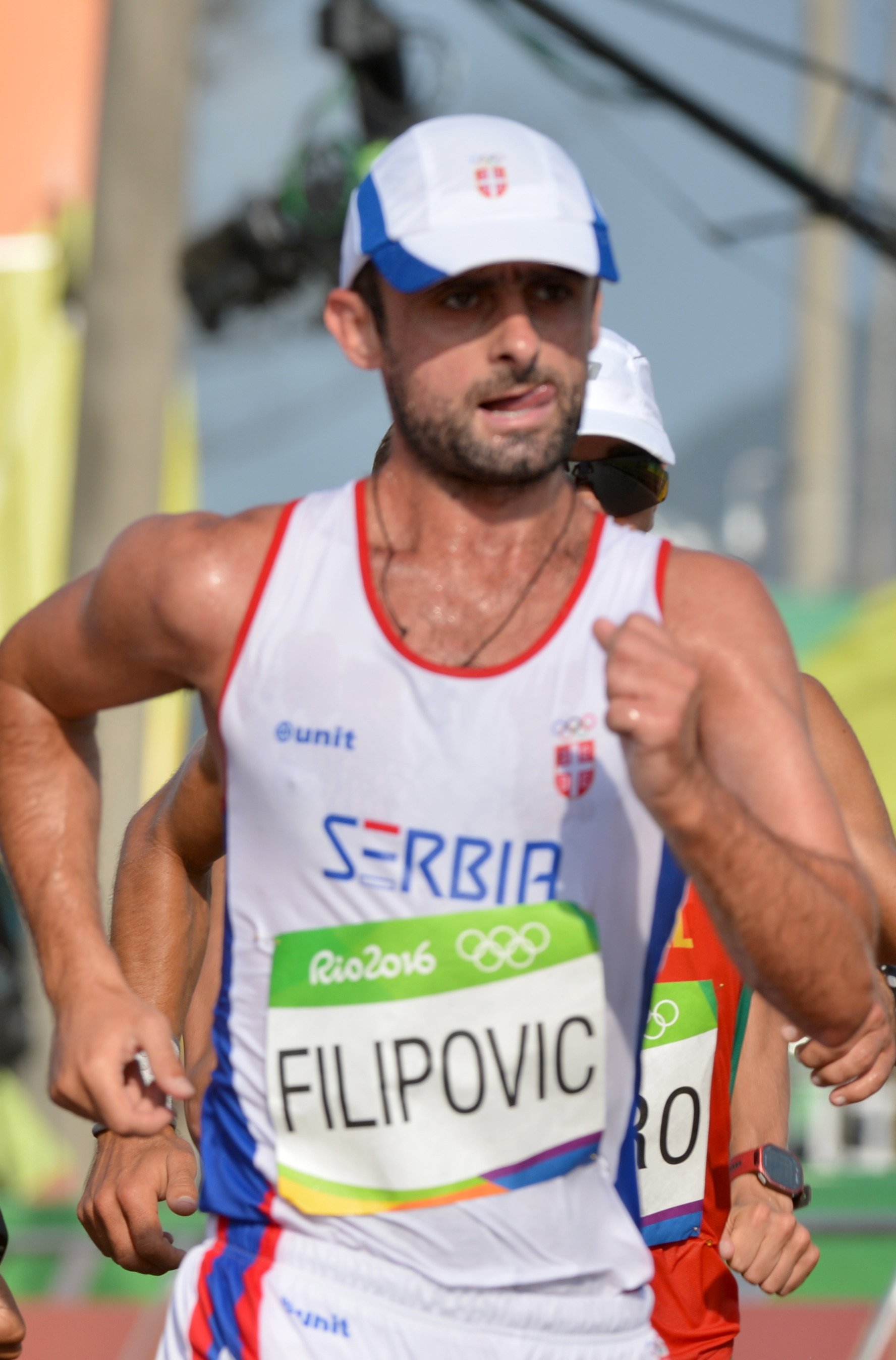
Nenad Filipović – Wettkampf nicht beendet
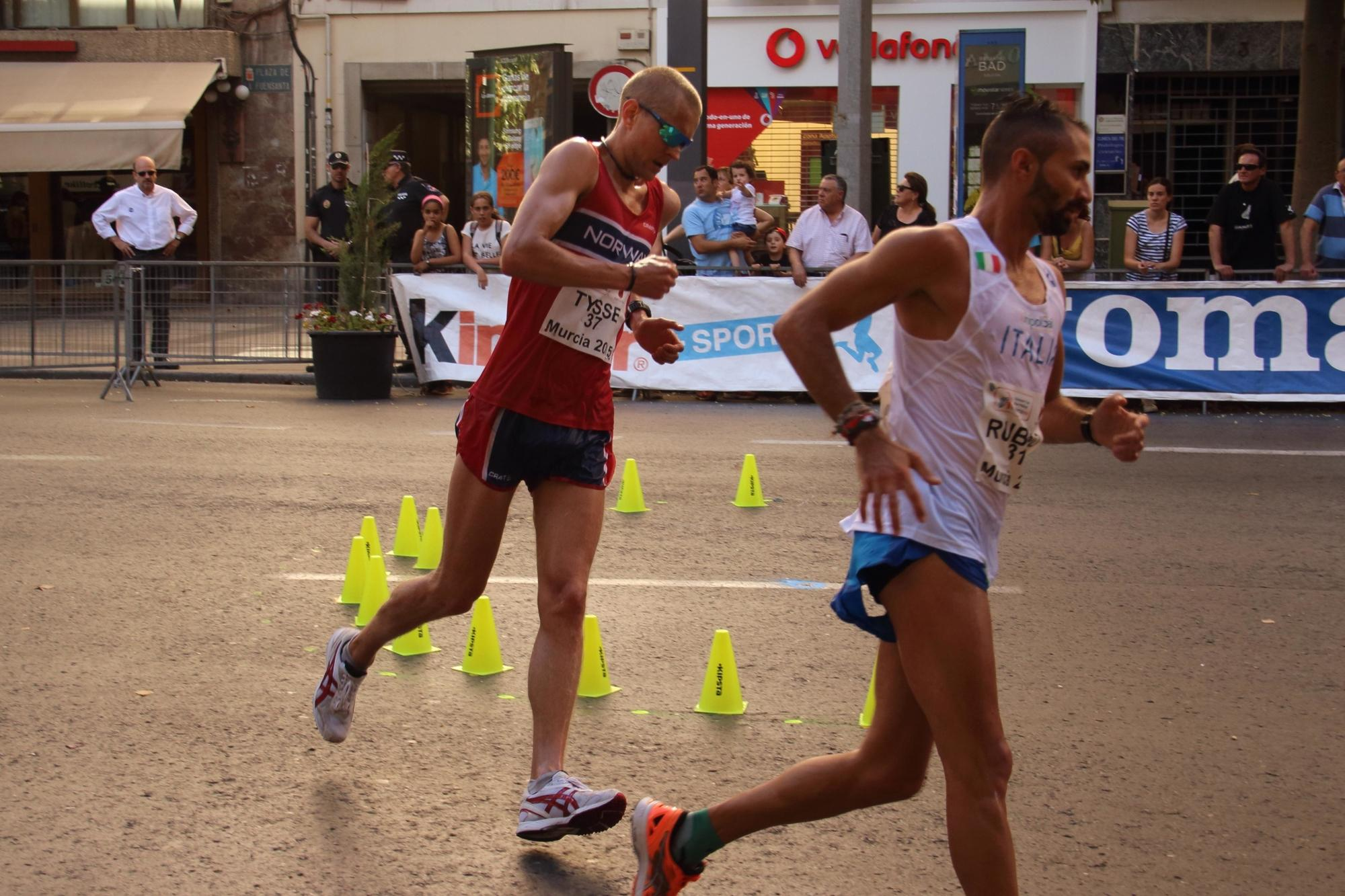
Erik Tysse (rotes Trikot) – Wettkampf nicht beendet
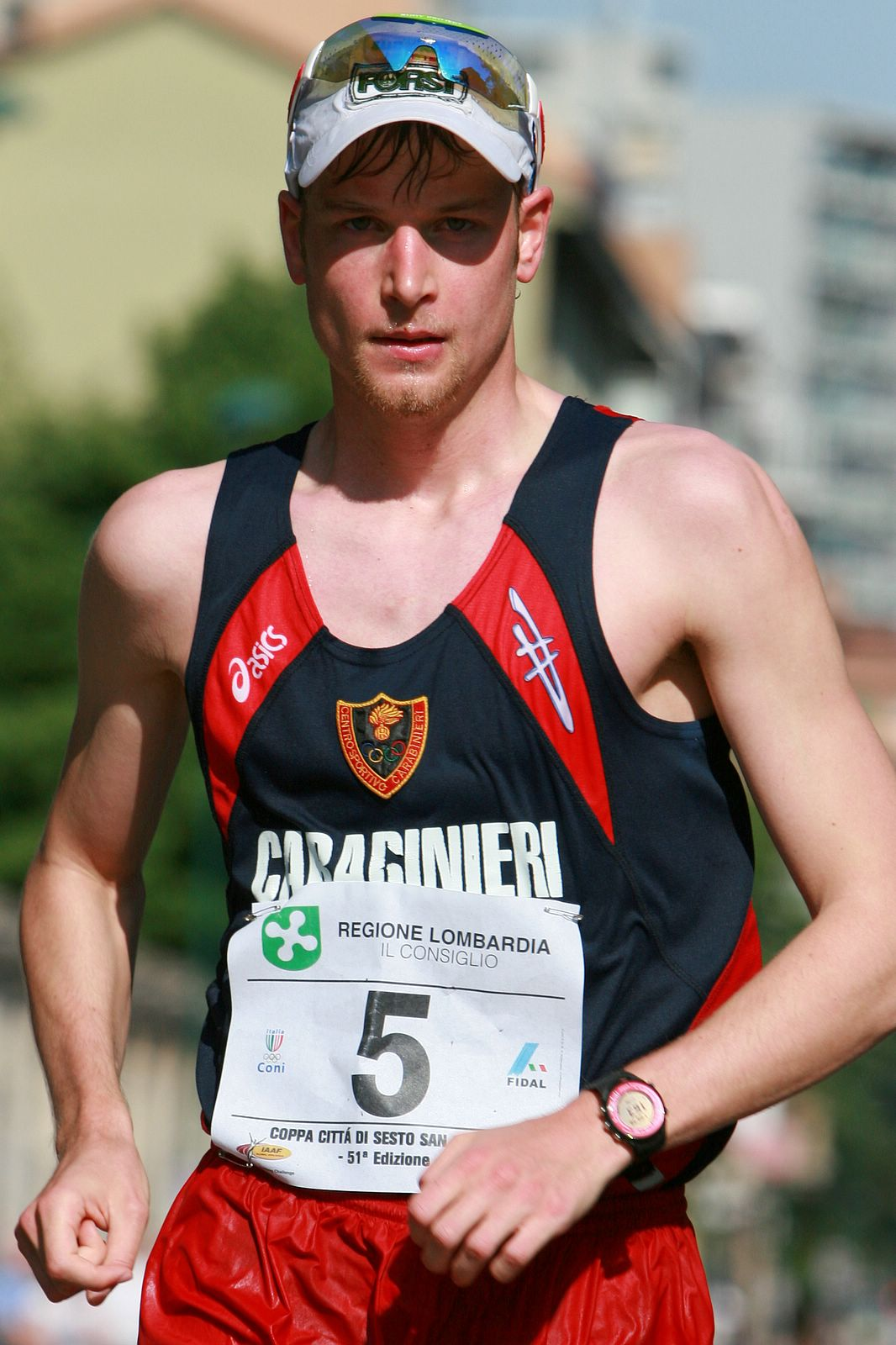
Alex-Schwazer – Wettkampf nicht beendet
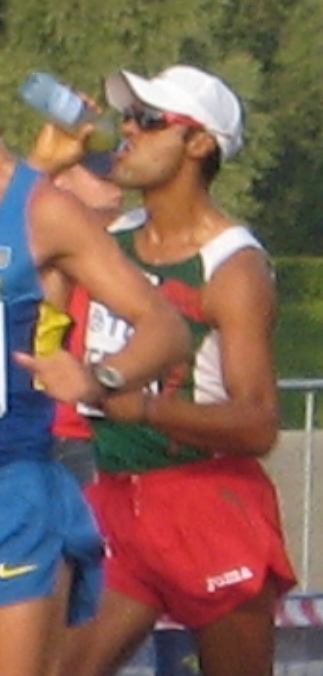
Omar Zepeda – disqualifiziert
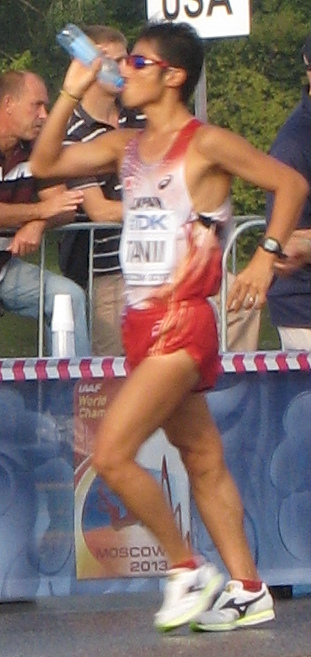
Takayuki Tanii – disqualifiziert
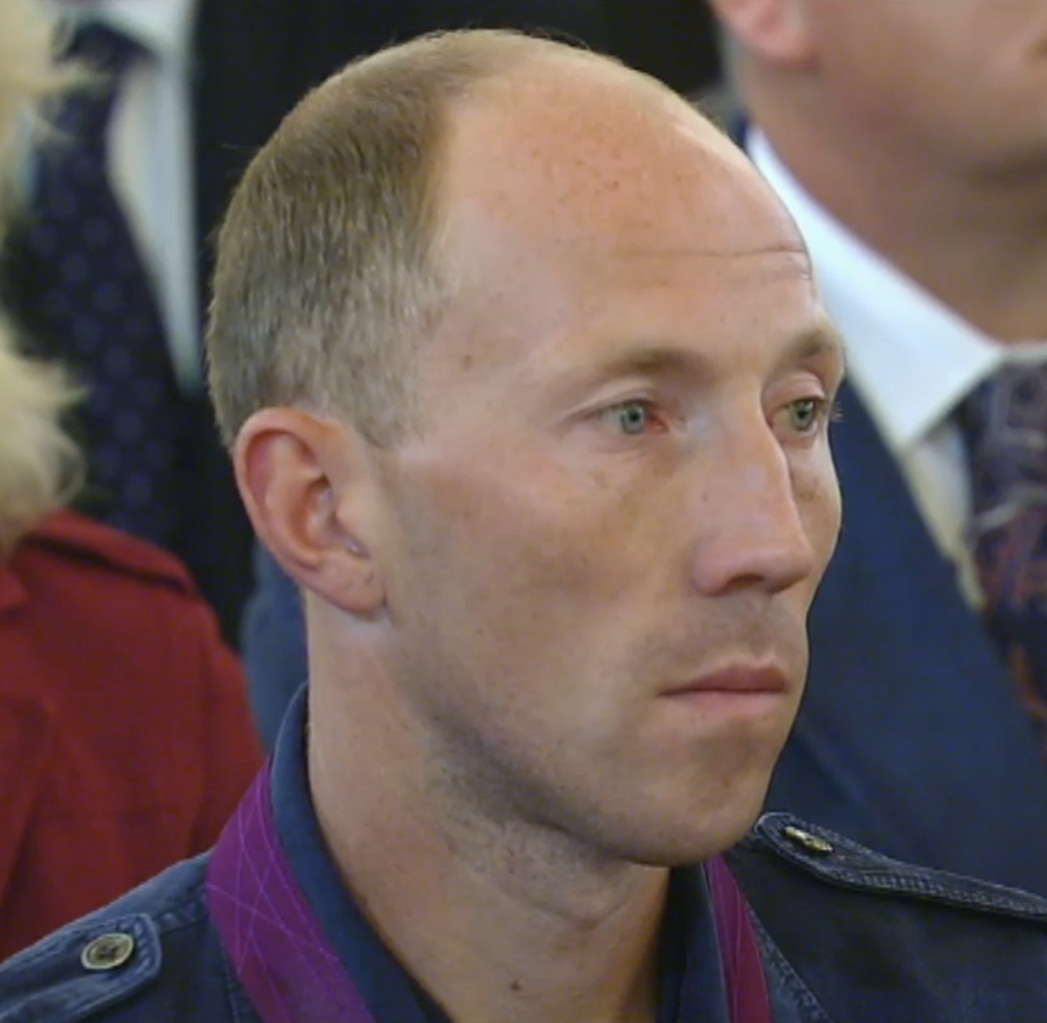
Sergei Kirdjapkin – dopingbedingt disqualifiziert